# Olivryggig skogsskvätta
Olivryggig skogsskvätta (Stiphrornis pyrrholaemus) är en fågelart i familjen flugsnappare inom ordningen tättingar.

## Utbrednung och systematik
Olivryggig skogsskvätta förekommer enbart i kustnära Gabon, söder om floden Ogooué. Yidigare kategoriserades den som underart till Stiphrornis erythrothorax, men urskiljs allt oftare som egen art.

## Status
Den kategoriseras av IUCN som nära hotad.